# Syndiamesa fraterna
Syndiamesa fraterna är en tvåvingeart som först beskrevs av Pankratova 1950.  Syndiamesa fraterna ingår i släktet Syndiamesa och familjen fjädermyggor. Inga underarter finns listade i Catalogue of Life.